# Trichtersprengladung 88
Die Trichtersprengladung 88 wird in der Schweizer Armee zur Unterbrechung von Verkehrsachsen verwendet.
Eine Hohlladung sprengt ein Loch zur Aufnahme der Trichterladung in den Boden. Dieses wird mit Sprengstoff gefüllt, der einen Krater mit einem Durchmesser von 7 bis 9 m und einer Tiefe von 2,5 bis 3 m hinterlässt.
Sprengstoff:
- Hohlladung 11 kg
- Trichterladung 30 kg